# Őrszállás
Őrszállás (szerbül Stanišić / Станишић, németül Donauwachenheim) falu Szerbiában, a Vajdaság Nyugat-bácskai körzetében.
A település a történelem során több néven volt ismert: németül Steinsitz, Tannenschütz, Wachenheim, Tanaschitz, Stanischitz, Stanischitsch; magyarul Örs, Bathteremhelye, Sztanesity, Sztanisity, Sztanisics.

## Fekvése
A település Zombortól 22 km-re keletre, a magyar államhatártól mindössze 5–6 km-re, 90-105 méter tengerszint feletti magasságban, a Telecskai-dombság peremén helyezkedik el. Északról Regőce (7 km), délről Nemesmilitics (10,5 km), nyugatról Bácskörtés, keletről Sári község határolja. A falutól mintegy 5,5 km-re folyik a Mosztonga-patak.
A 18. századot megelőzően a Telecskai-dombokon túl eső terület – így a Bácskörtés és Gádor felé eső mezők nagy része – ingoványos, lápos vidék volt, melyet nagyobb esőzésekkor, illetve a Duna vízszintjének megemelkedésekor teljesen elöntött a víz. A jelenlegi község alapítói így a Telecskai-dombhát határán telepedtek meg, ahol a belvíz már nem volt fenyegető. Az alacsonyabban fekvő területeket szerbek, míg a magasabban elterülő részeket 1788-tól svábok vették birtokukba. A két falu egyesüléséből 1811-ben jött létre a mai község, Őrszállás.

## Története
Az 1980-as években honfoglalás kori leletek kerültek elő.
Őrszállás jellegzetesen bácskai település, amelyet írások Örs néven 1339-ben említenek először, majd ugyanezen a környéken egy Bathteremlye nevezetű lakott helységet jegyeznek le 1342-ben. Ellenben 1366-ban már Paris ill. Paris falu néven jelenik meg itt egy község.
A törökök a szegedi szandzsákhoz tartozó faluként írnak róla 1578-ban. Mai nevén szerb településként 1635-ben jegyzik le. Az 1698-as kitelepülést követően azonban már pusztaságnak számít, és nem szerepel az 1715-ös összeírásban sem.
A falut a Rédl-család birtokolta, melynek első jeles képviselőjét Rédl Gyulát Mária Terézia ruházta fel bárói ranggal. Ők telepítettek be a községbe mintegy 150 magyar és szlovák római katolikus családot.
1763-ban a baracskai és dávodi rácok a betelepülő magyarok miatt kérték, hogy Sztanisics pusztára költözhessenek át. Cothmann telepítési biztos a péterváradi és zombori utak találkozásánál jelölte ki az új falu helyét.
Ortodox temploma 1772-ben épült, az iskola két évre rá kezdte meg a működését, amikor 127 családdal, „amelyek ritkán járnak istentiszteletre”, létrejött a parókia is. 
Az első német családok 1770-ben telepedtek meg itt. 1786-ban évben körülbelül 1000 német nemzetiségű (100 család) telepedett meg a faluban.
Vályi András, 1799-ben kiadott „Magyar Országnak leírása” című könyvének 3. kötetében így ír a faluról:
„Sztanisity, rátz, és német falu Báts Várm. földes Ura a’ Kir. Kamara, lakosai katolikusok, és ó hitüek, fekszik Nemes Militicshez 4500, Zomborhoz 10020 bétsi ölnyire; határja három nyomásbéli, leginkább búzát, és zabot terem, földgye fekete, erdeje nintsen, szőleje jó bort terem, n. nyug. részén székes vizei vagynak, fája, nádgya nints, marhával, és terméssel bővelkedik, piatza Baján, és Zomborban.”
A Magyarország Geográfiai Szótára azonban 1850 körül már több részlettel is szolgál:
„Sztanisics, magyar-szerb-német m. v., Bács vmegyében, Zombortúl északra 3 órányira, 3400 római katolikus, 1100 n. e. óhitű, 70 zsidó lak., katolikus és óhitű paroch. templomokkal, synagógával. Határa 1100 négyszögölével 24,577 hold, mellyből urbéri szántóföld 226 4/8 telek után 8424 hold, rét és beltelek 5459 h., jó legelő 3840 h., szőlő 615 h., majorsági szántóföld és rét 4716 h., tavak s mocsárok 1133 h., utak stb. 390 hold. Földje homokos ugyan, de termékeny; bora gyenge; erdeje nincs. Birja a báró Rédl nemzetség.”
Hatósági rendeletre 1904-ben elnevezését Sztanisicsról Őrszállásra módosították, 1910-ben 7086, a második világháború előtt több mint hét és fél ezer lakosa volt.
A német telepesek 1944-45-ben történt kitelepítésével és a helyükbe érkezett, 5430 dalmát és macedón telepes beköltöztetésével megváltozott a falu lakosságának eredeti etnikai összetétele, a magyarok száma pedig fokozatosan csökkent. Ma már csak 363 lélek vallja magát magyarnak. A fogyatkozás akkor vett erőteljes lendületet, amikor az ötvenes évek végén megszűnt a magyar nyelvű oktatás a helyi iskolában. Csak nagyon kevés magyar család szánta rá magát, hogy gyerekét a szomszédos nemesmiliticsi magyar iskolába írassa. A kilencvenes évek elejétől már az anyanyelvápolás, a magyar nyelv fakultatív oktatása is – érdeklődés hiányában – megszűnt.
A gazdasági migráció sok lakost elvitt Őrszállásról, főleg németországi vendégmunkára. A 20. század végén több család költözött Ausztráliába, Kanadába.

## Lakossága
A trianoni békeszerződésig Bács-Bodrog vármegye Zombori járásához tartozott.
- 1815-ben 6117 lakosa volt.
- 1880-ban 6685 lakosából 4451 német (66%) volt.
- 1891-ben 7221 német, magyar és szerb lakosa volt.
- 1900-ben 6688 lakosából 5084 német, 1112 magyar, 456 szerb, 4 szlovák, stb.
- 1910-ben 7086 lakosából 5206 német (73%), 1266 magyar (18%), 557 szerb (8%), 6 horvát, 51 egyéb nemzetiségű volt. Vallás szerint: 6417 r.k., 1 g.k., 556 g.kel., 6 ref., 106 izraelita. Írni és olvasni a lakosság 57%-a, összesen 4018 lakos tudott.
- 1921-ben 7584 lakosából 5620 német, 1132 magyar, 739 szerb-horvát, 36 szlovák volt.
- 1931-ben 7596 lakosából 5382 német, 911 magyar, 1285 szerb-horvát-szlovén-macedón, 7 szlovák volt.
- 1940-ben 7579 lakosából 6915 r.k., 46 g.k., 580 g.kel., 6 ev., 17 ref., 12 izr., 3 egyéb vallású volt.
- 1948-ban 7741 lakosából 3763 szerb, 1224 magyar, 2480 horvát, 181 német, 16 montenegrói, stb.
- 1953-ban 7814 lakos.
- 1961-ben 7521 lakosából 4464 szerb (59%), 1019 magyar (13,5%), 1814 horvát (24%), 8 jugoszláv, 26 macedón, 15 montenegrói, 8 szlovén, 12 muzulmán és 2 albán volt.
- 1971-ben 6156 lakosából 3526 szerb (57%), 758 magyar (12%), 845 horvát (14%), 918 jugoszláv, 13 macedón, 9 montenegrói, 7 szlovén és 4 muzulmán volt.[6]
- 1981-ben 5476 lakosából 2804 szerb (51%), 585 magyar (10,6%), 492 horvát (9%), 1522 jugoszláv, 15 macedón, 11 montenegrói, 9 szlovén, 2 muzulmán, 5 cigány és 23 egyéb nemzetiségű volt.
- 1991-ben 5131 lakosából 3140 szerb (61%), 459 magyar (9%), 454 horvát (9%), 946 jugoszláv (18,4%) és 18 német volt.
- 2002-ben 4808 lakosából 3511 szerb (73%), 363 magyar (7,5%), 367 horvát (7,6%), 140 jugoszláv (2,9%), 24 bunyevác, 16 német, 9 macedón, 8 montenegrói, 5 muzulmán, 4 szlovák, 2-2 szlovén, bolgár és roma, 1-1 bosnyák, orosz és 353 egyéb nemzetiségű volt.

## Magyar szervezetek
- Ady Endre Művelődési Egyesület

Cím : 25284 Őrszállás Dalmát utca 114.
Tel : 00-381-25-830-095
Elnöke : Tóth László
Kapcsolattartó : Pekter Etelka (00-381-25-830-638)
A magyarságot az 1939 februárjában alapított Ady Endre Művelődési Egyesület fogja össze.
- VMSZ őrszállási helyi szervezete

Megalakulás: 2000. május 28.
Elnök: Pekter Miklós
Felelősök : Pekter Etelka, Krizsák Zoltán, Tóth László, Rind Ferenc

## Látnivalók
- "Boldogságos Szűz Mária Szent Neve" katolikus templom (1815)

Mint arról a templom rózsaablakán található felirat is árulkodik, a templomot a falu birtokosa, a Rédl-család építette 1815-ben. Az épület tornya 47 méter magasságig emelkedik a falu fölé, orgonáját (2/20 m/r) 1890-ben az Angster orgonagyár építette. A templom hossza 45 méter, szélessége 20 méter, a hajó belmagassága 17 méter. Négy harangja közül a legnagyobb 799 kg, a legkisebb 95 kg. A templom külső és belső renoválására utoljára 1950-1961-ben került sor.
A sztanisicsi plébániát 1788-ban alapították mely a trianoni békeszerződésig a Kalocsai főegyházmegye zombori esperesi kerületéhez tartozott. Ma a Szabadkai Egyházmegye Dunamenti Főesperességének zombori esperesi kerületének része.
Az anyakönyvet 1788-óta vezetik. A misék eredetileg németül és magyarul folytak. Ma az istentisztelet nyelve horvát, magyar és német. Hívők száma: kb. 1400. A faluban nincs már helyi plébános, a nemesmiliticsi pap – Egedi Antal – jár át misézni.
A második világháború alatt Kopping Jakab (1872–1949) plébános a helyi láger lakóit élelmezte, ezért internálták. Wagner Pál (1917–?) helyi káplán pedig a lágerbe hurcoltakon segített, ezért letartóztatták, de sikerült megszöknie, Horvátországba, majd Ausztriába menekült.
Cím: 25284 Őrszállás, Tito Marsal u. 72
Tel: 025/ 830-311

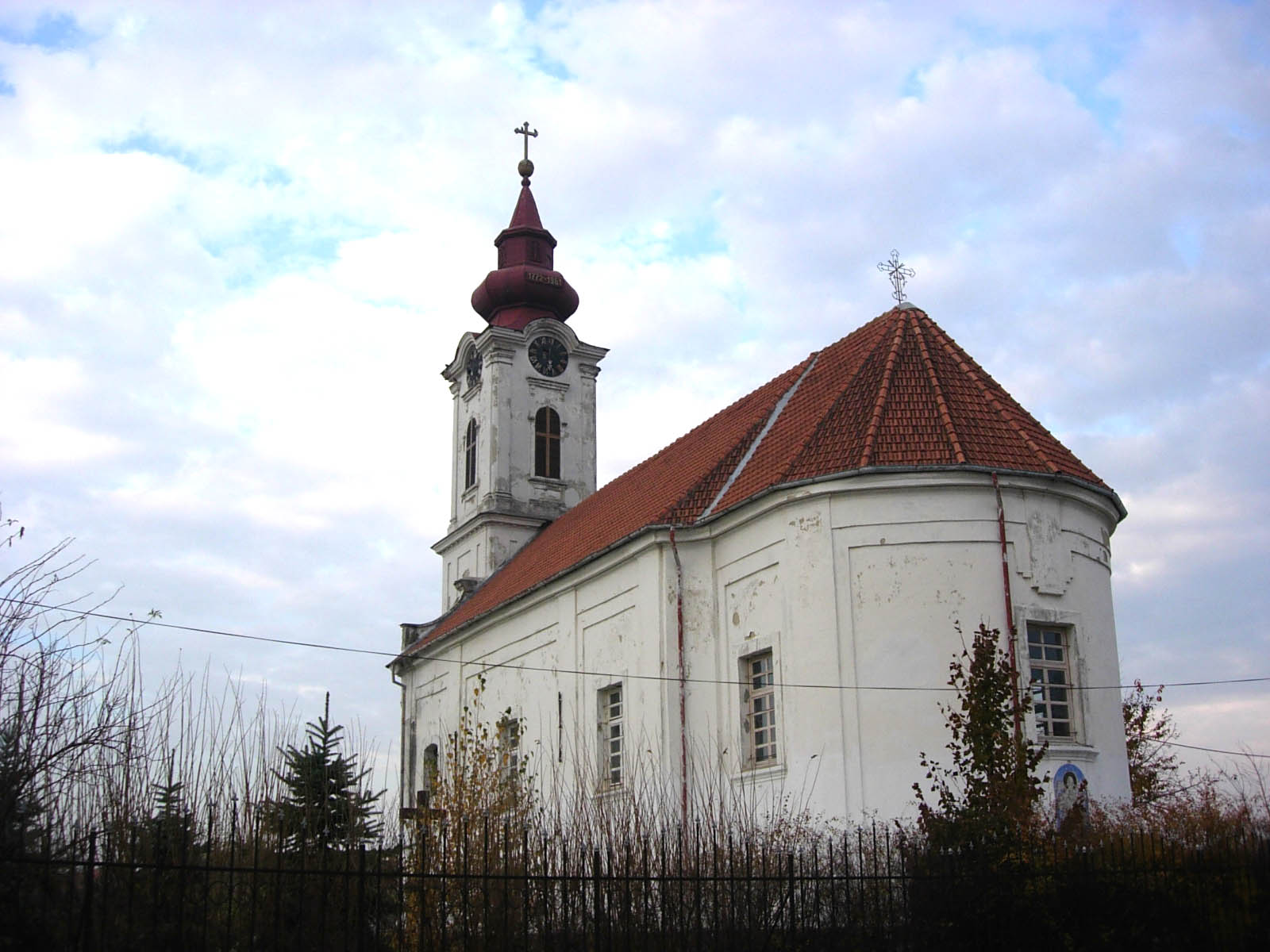
Őrszállási ortodox templom

- Római katolikus kápolna a falu temetőjében (2006)

Csaknem húsz év után Őrszálláson újraépítették a római katolikus temető kápolnáját. Az átadásra 2006 novemberében, halottak napján került sor, dr. Jovan Slavković, Zombor község elnöke, valamint számos egybegyűlt jelenlétében.
A kápolna építése több mint két millió szerb dinárba került, amit főleg a helyi közösség eszközeiből teremtettek elő.
- Ortodox temploma (1772)

Cím: 25284 Őrszállás, Oslobođenja 70
Tel: 025/ 831-170

## Önkormányzat
Őrszállás Község Tanácsa / Savet MZ "Stanišić"
Cím: 25284 Őrszállás, Oslobođenja 85
Tel: 025/830-097
Tanácselnök: Ljubinko Vračarić
Tanácselnök helyettese: Dragana Đapić
Képviselők: Siniša Simonović, Jasmina Sretić, Aleksandar Grujić, Pekter Etelka, Miro Baljkas, Jovanka Ležajić, Petar Bulović, Nevenka Stanojević, Danijela Kurudža

## Iskolák
- Ivan Goran Kovačić Általános Iskola

Cím: 25284 Őrszállás, Njegoševa 12
Tel: 025/830-111
Igazgató: Sonja Mihailović
Az iskola a 2004-2005-ös tanévben 381 gyermek alapfokú képzését látta el.

## Posta
- Őrszállási Postahivatal

Cím: 25284 Őrszállás, Oslobođenja 87
Nyitvatartás: 07.00-14.00
Tel: 025/830-011

## Könyvtár
- Karlo Bijelicki zombori könyvtár fiókkönyvtára

Cím: 25284 Őrszállás, Oslobođenja 95
Könyvtárvezető: Marković Ljubica

## A falu hírességei
- Bartos Fülöp (Őrszállás, 1857 – Los Angeles [USA], 1946. január 31.) : nyelvész, egyetemi tanár
- Hümpfner Alajos (Szabadka, 1852. május 5. - Őrszállás, 1912. július 1.) : plébános Őrszálláson 1889 és 1912 között
- Goldscharek József (Kerény, 1815. dec. 7. - Őrszállás, 1888. nov. 22.) : plébános Őrszálláson
- Kölln Gyula Róbert (Őrszállás, 1858 - Nagyvárad, 1902. augusztus 19.) : minorita szerzetes, pedagógus
- Majorossy János (Al-Debrő, 1831. július 10. vagy 31. - Kalocsa, 1904. november 26.) : káplán majd helyettes plébános Őrszálláson
- Pacséry Imre (Őrszállás, 1900. december 10. – Budapest, 1980. január 25.) : orvos, ergonómus, higiénikus, egyetemi magántanár, iparegészségügyi szakértő, az orvostudomány kandidátusa (1952)
- Vass Ferenc (Szombathely, 1772. - Őrszállás, 1833. július 8.) : plébános Őrszálláson